# Basketball Bundesliga de 1994–95
A Temporada 1994–95 da Basketball Bundesliga foi a 29.ª edição da principal competição de basquetebol masculino na Alemanha disputada entre 16 de setembro de 1994 a 11 de março de 1995. A equipe do TSV Bayer 04 Leverkusen conquistou seu décimo terceiro título nacional sendo o sexto consecutivo.

## Equipes participantes
| Clube                   | Localização  |
| ----------------------- | ------------ |
| ALBA Berlin             | Berlim       |
| BG Ludwigsburg          | Ludwigsburgo |
| Brandt Hagen            | Hagen        |
| Forbo Paderborn 91      | Paderborn    |
| MTV 1846 Giessen        | Giessen      |
| Steiner Bayreuth        | Bayreuth     |
| TSV Bayer 04 Leverkusen | Leverkusen   |
| SG Bramsche/Osnabrück   | Bramsche     |
| SSV 1846 Ulm            | Ulm          |
| SV Tally Oberelchingen  | Elchingen    |
| TTL uniVersa Bamberg    | Bamberga     |
| TVG Basketball Trier    | Tréveris     |

## Classificação Fase Regular

### Norte
| Pos. | Clube                   | J  | V  | Pts      | Pt+:Pt-   | Classificação |
| ---- | ----------------------- | -- | -- | -------- | --------- | ------------- |
| 1    | TSV Bayer 04 Leverkusen | 28 | 4  | 56:08:00 | 2872:2337 | Playoffs      |
| 2    | Alba Berlin             | 27 | 5  | 54:10:00 | 2936:2467 | Playoffs      |
| 3    | Brandt Hagen            | 21 | 11 | 42:22:00 | 2784:2487 | Playoffs      |
| 4    | MTV 1846 Giessen        | 14 | 18 | 28:36:00 | 2529:2539 | Playoffs      |
| 5    | Forbo Paderborn 91      | 9  | 23 | 18:46    | 2486:2908 | Playouts      |
| 6    | SG Bramsche/Osnabrück   | 5  | 27 | 10:54    | 2473:3072 | Playouts      |

### Sul
| Pos. | Clube                  | J  | V  | Pts      | Pt+:Pt-   | Classificação |
| ---- | ---------------------- | -- | -- | -------- | --------- | ------------- |
| 1    | TTL Basketball Bamberg | 21 | 11 | 42:22:00 | 2792:2514 | Playoffs      |
| 2    | SSV 1846 Ulm           | 20 | 12 | 40:24:00 | 2849:2700 | Playoffs      |
| 3    | Steiner Bayreuth       | 18 | 14 | 36:28:00 | 2744:2627 | Playoffs      |
| 4    | SV Tally Oberelchingen | 16 | 16 | 32:32:00 | 2722:2807 | Playoffs      |
| 5    | BG Ludwigsburg         | 10 | 22 | 20:44    | 2602:2735 | Playouts      |
| 6    | TV Germania Trier      | 3  | 29 | 06:58    | 2239:2835 | Playouts      |

## Playoffs
|  | Quartas de final | Quartas de final        | Quartas de final |             |   | Semifinais              | Semifinais | Semifinais |  |  | Final | Final                   | Final |
|  |                  |                         |                  |             |   |                         |            |            |  |  |       |                         |       |
|  |                  |                         |                  |             |   |                         |            |            |  |  |       |                         |       |
|  | N1               | TSV Bayer 04 Leverkusen | 2                |             |   |                         |            |            |  |  |       |                         |       |
|  | S4               | SV Tally Oberelchingen  | 0                |             |   |                         |            |            |  |  |       |                         |       |
|  | S4               | SV Tally Oberelchingen  | 0                |             |   | TSV Bayer 04 Leverkusen | 3          |            |  |  |       |                         |       |
|  |                  |                         |                  |             |   | TSV Bayer 04 Leverkusen | 3          |            |  |  |       |                         |       |
|  |                  |                         | Brandt Hagen     | 1           |   |                         |            |            |  |  |       |                         |       |
|  | S2               | SSV ratiopharm Ulm 1846 | Brandt Hagen     | 1           | 0 |                         |            |            |  |  |       |                         |       |
|  | S2               | SSV ratiopharm Ulm 1846 |                  |             | 0 |                         |            |            |  |  |       |                         |       |
|  | N3               | Brandt Hagen            | 2                |             |   |                         |            |            |  |  |       |                         |       |
|  |                  |                         |                  |             |   |                         |            |            |  |  |       | TSV Bayer 04 Leverkusen | 3     |
|  |                  |                         |                  | Alba Berlin | 0 |                         |            |            |  |  |       |                         |       |
|  | S1               | TTL uniVersa Bamberg    | 2                |             |   |                         |            |            |  |  |       |                         |       |
|  | N4               | MTV 1846 Giessen        | 1                |             |   |                         |            |            |  |  |       |                         |       |
|  | N4               | MTV 1846 Giessen        | 1                |             |   | TTL uniVersa Bamberg    | 1          |            |  |  |       |                         |       |
|  |                  |                         |                  |             |   | TTL uniVersa Bamberg    | 1          |            |  |  |       |                         |       |
|  |                  |                         | Alba Berlin      | 3           |   |                         |            |            |  |  |       |                         |       |
|  | N2               | Alba Berlin             | Alba Berlin      | 3           | 2 |                         |            |            |  |  |       |                         |       |
|  | N2               | Alba Berlin             |                  |             | 2 |                         |            |            |  |  |       |                         |       |
|  | S3               | Steiner Bayreuth        | 1                |             |   |                         |            |            |  |  |       |                         |       |

## Campeões da Basketball Bundesliga (BBL) 1994–95
| Campeões da BBL 1994–95             |
| ----------------------------------- |
| TSV Bayer 04 Leverkusen 13.º título |

## Clubes alemães em competições europeias
| Clube                   | Competição         | Resultado                                                     |
| ----------------------- | ------------------ | ------------------------------------------------------------- |
| TSV Bayer 04 Leverkusen | FIBA Euroliga      | Eliminado na Fase de Grupos (7º no Gr. B com 4v -10d)         |
| SSV 1846 Ulm            | Copa Korać         | Eliminado na Ronda dos 32 por Caja San Fernando (70-84;83-91) |
| ALBA Berlim             | Copa Korać         | Campeão (1º título)                                           |
| TV Germania Trier       | Copa Korać         | Eliminado na Primeira Fase por Den Braven (69-100;70-65)      |
| SG Bramsche/Osnabrück   | Copa Korać         | Eliminado na Segunda Fase por PTT (0-20;0-20)                 |
| Brandt Hagen            | FIBA Copa Europeia | Eliminado na Segunda Fase por BC Kyiv (70-77;90-92)           |